# Mariana Arce
Mariana Arce (* 3. März 1993) ist eine bolivianische Leichtathletin, die sich auf den Sprint spezialisiert hat.

## Sportliche Laufbahn
Erste Erfahrungen bei internationalen Meisterschaften sammelte Mariana Arce im Jahr 2018, als sie bei den Südamerikaspielen in Cochabamba in 25,82 s den achten Platz im 200-Meter-Lauf belegte und mit der bolivianischen 4-mal-400-Meter-Staffel nach 3:55,76 min auf Rang vier gelangte. 2022 gelangte sie bei den Hallensüdamerikameisterschaften ebendort mit 57,42 m auf Rang sechs im 400-Meter-Lauf und siegte mit der Staffel gemeinsam mit Lucía Sotomayor, Tania Guasace und Cecilia Gómez mit neuem Südamerikarekord von 3:47,36 min. Im Jahr darauf schied sie bei den Südamerikameisterschaften in São Paulo  mit 57,10 s im Vorlauf über 400 Meter aus und belegte mit der Staffel in 3:48,77 min den fünften Platz. 2024 gelangte sie bei den Hallensüdamerikameisterschaften in Cochabamba mit 57,65 s auf den vierten Platz und verteidigte mit der Staffel in 3:52,49 min ihren Titel und im Jahr darauf siegte sie bei den Hallensüdamerikameisterschaften ebendort in 3:56,34 min erneut mit der Staffel. Ende April verpasste sie bei den Südamerikameisterschaften in Mar del Plata mit 55,94 s den Finaleinzug über 400 Meter.
2023 wurde Arce bolivianische Meisterin im 400-Meter-Lauf.

## Persönliche Bestzeiten
- 200 Meter: 24,82 s (0,0 m/s), 18. Juni 2021 in Cochabamba
  - 200 Meter (Halle): 25,37 s, 18. Februar 2022 in Cochabamba
- 400 Meter: 54,34 s, 24. Juni 2023 in Cochabamba
  - 400 Meter (Halle): 57,14 s, 8. Februar 2025 in Cochabamba